# Große Synagoge (Gaziantep)

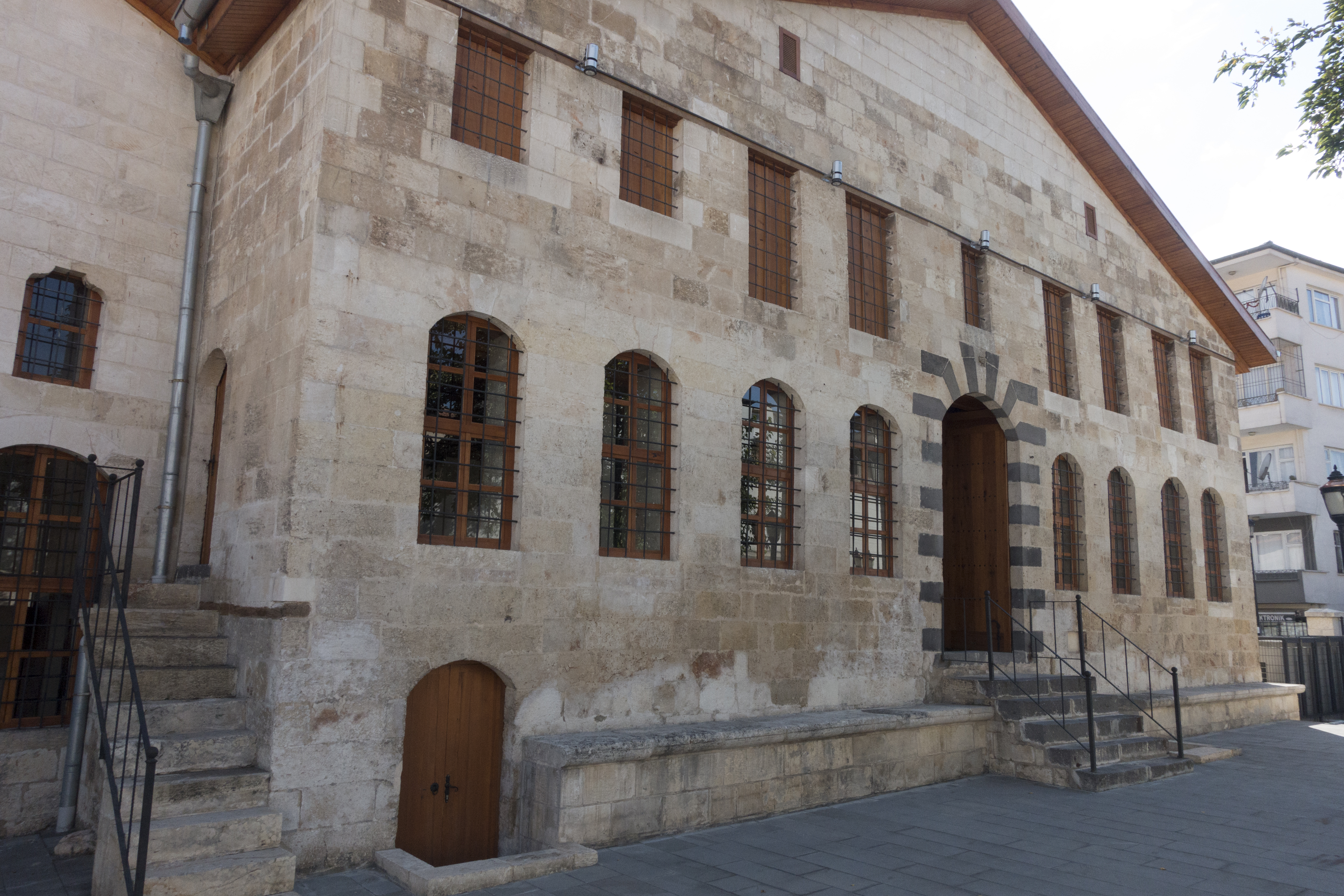
Die ehemalige Große Synagoge

Die Gaziantep-Synagoge, auch bekannt als die Große Synagoge von Gaziantep (türkisch Büyük Gaziantep Sinagoğu), ist eine aufgegebene sephardische Synagoge des Orthodoxen Judentums, die sich in Gaziantep in der östlichen Türkei befindet.
Die Große Synagoge wurde geschlossen, nachdem in den 1970er Jahren die letzten verbliebenen Mitglieder von Gazianteps jüdischer Gemeinschaft die Stadt verließen und die Synagoge damit einem zunehmenden Verfall preisgegeben wurde. In der Stadt befand sich lediglich eine zweite andere Synagoge. Durch die Zusammenarbeit der Jüdischen Gemeinde der Türkei und der türkischen Regierung konnte die Große Synagoge von Gaziantep im Jahre 2012 restauriert werden.

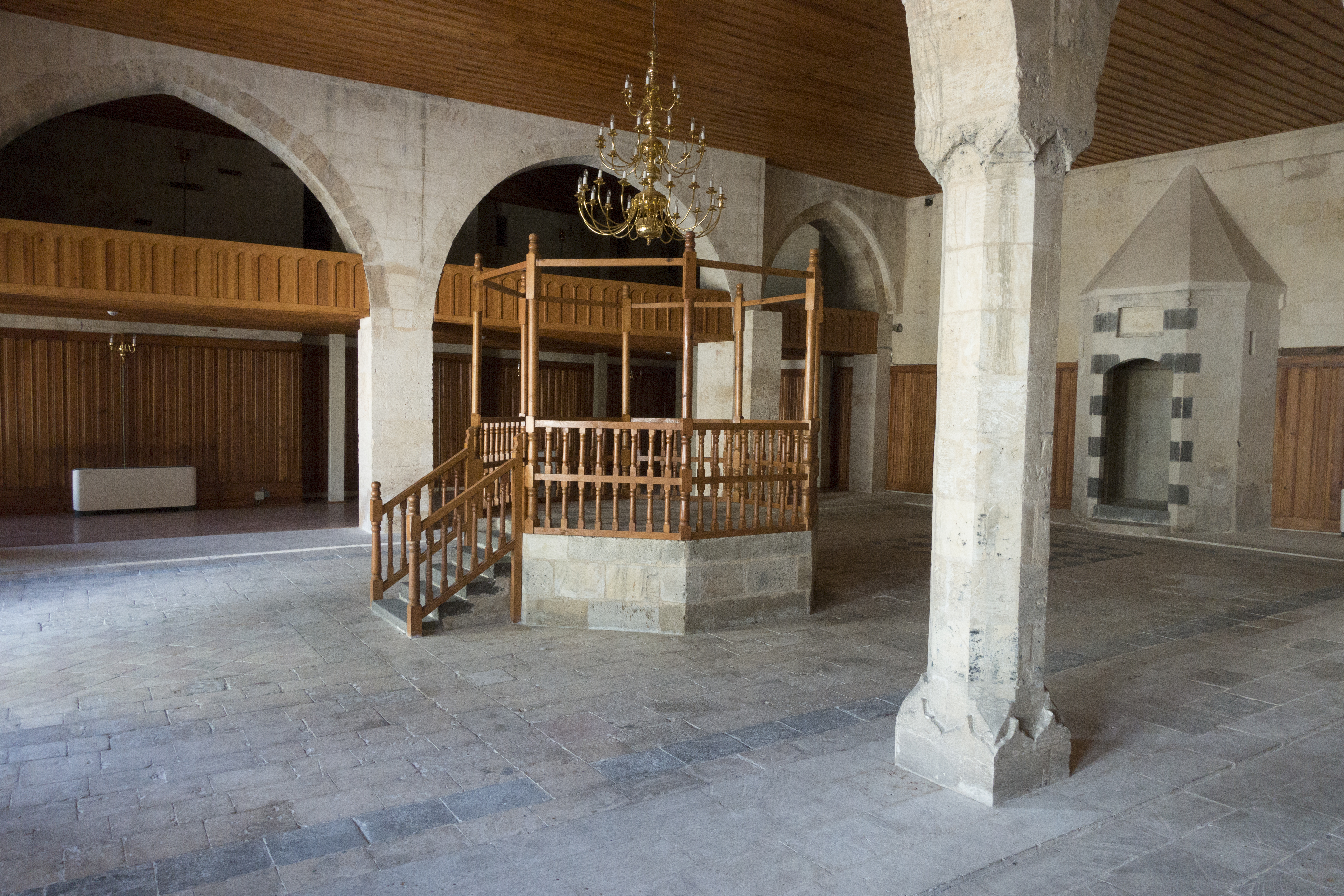
Der leere Innenraum

Die Große Synagoge von Gaziantep hat zwei Stockwerke und konnte mehrere hundert Gläubige aufnehmen. Das exakte Datum ihrer Errichtung ist unbekannt. Noch vorhanden sind die Steinsockel der achteckigen Bima in der Mitte der Synagoge und, kaum noch zu erkennen, der letzte Rest des hölzernen Baldachins bzw. der Haube mit Geländer. Das halbachteckige Stein-Hechal ist verziert mit Steinplatten und bemaltem hebräischen Text. Die Frauengalerie säumt beide Seiten und wurde innerhalb dreier Steinbögen platziert; ein Teil des Holzgeländers hat überdauert.